# Uniwersytet Waseda
Uniwersytet Waseda (jap. 早稲田大学 Waseda Daigaku) – prywatny uniwersytet z siedzibą w Tokio, jedna z najbardziej uznanych instytucji edukacyjnych w Japonii. W skrócie Sōdai (jap. 早大).

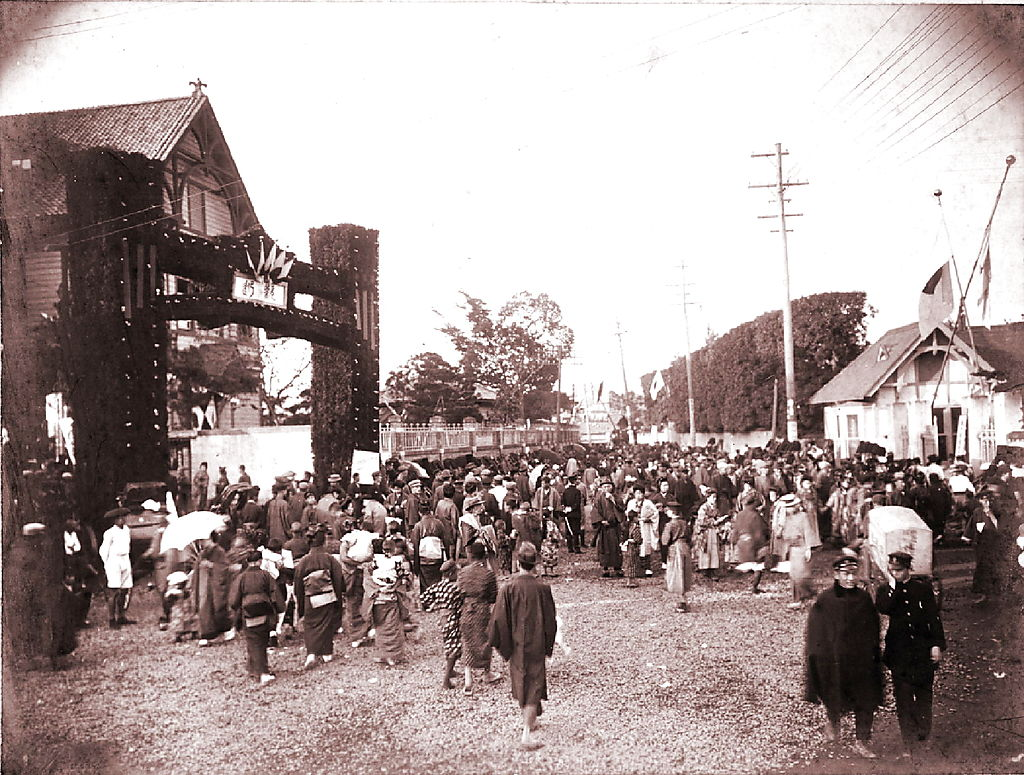
Główne wejście na uczelnię (1913)

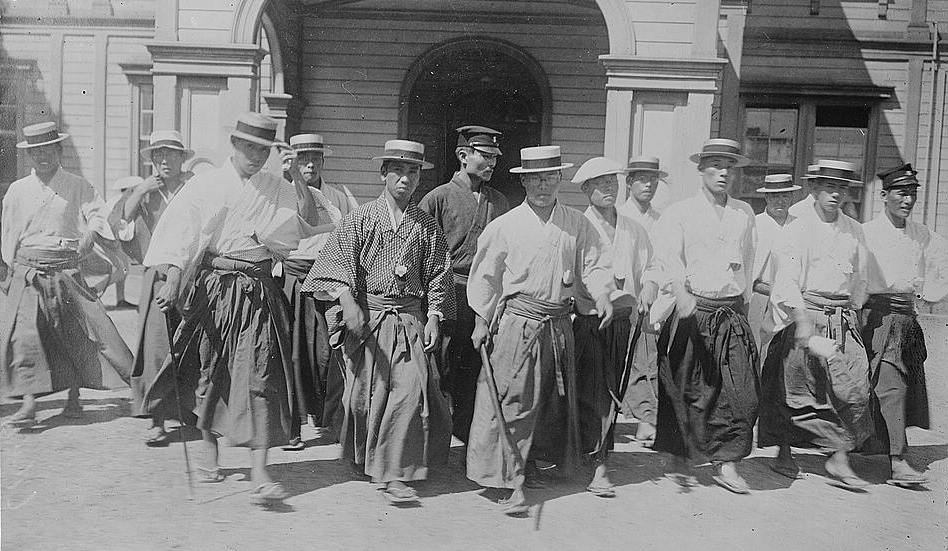
Studenci uczelni (1916)

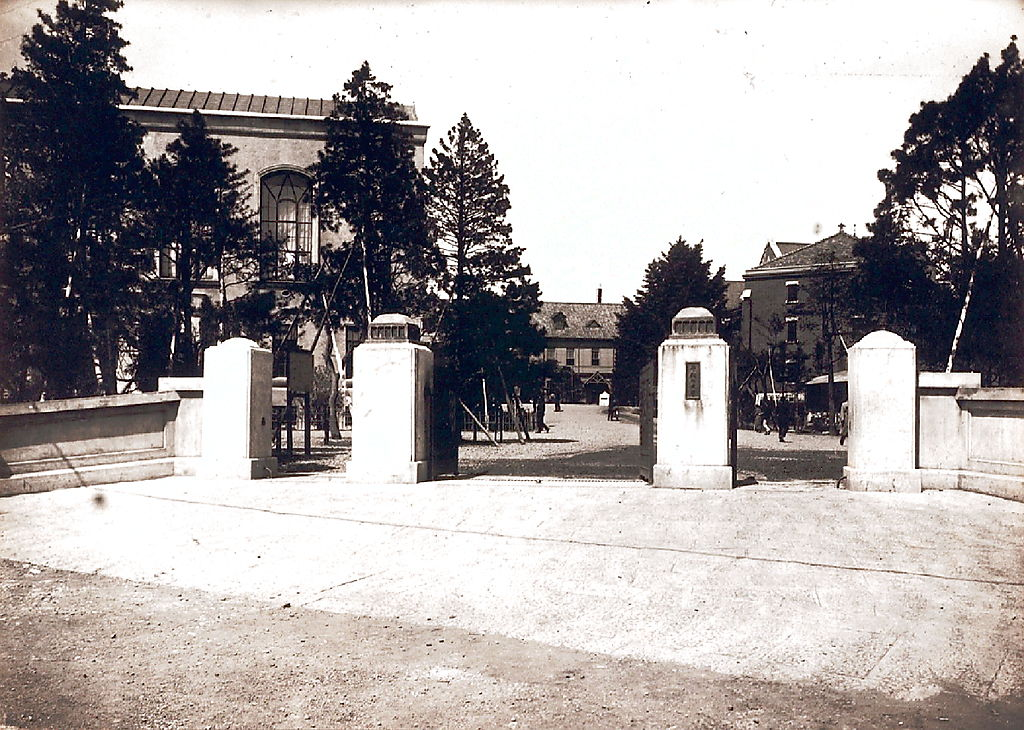
Brama główna uczelni (1932)

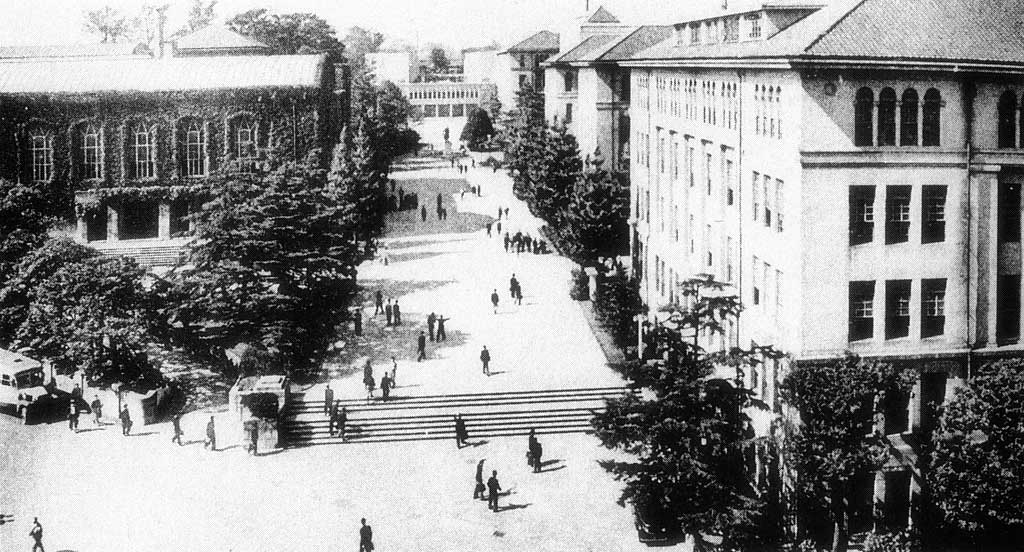
Uniwersytet Waseda (1950)

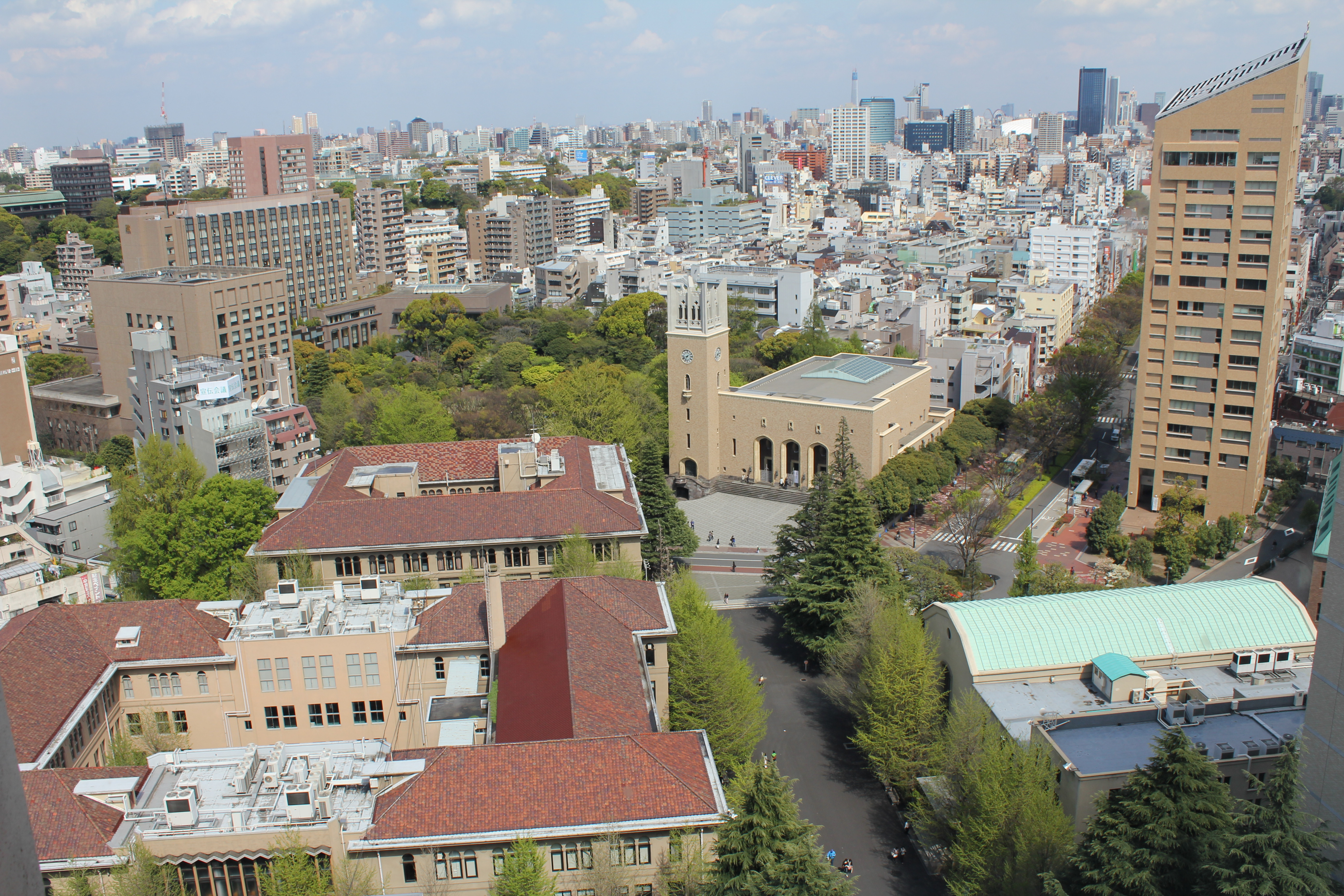
Kampus Waseda (2010)

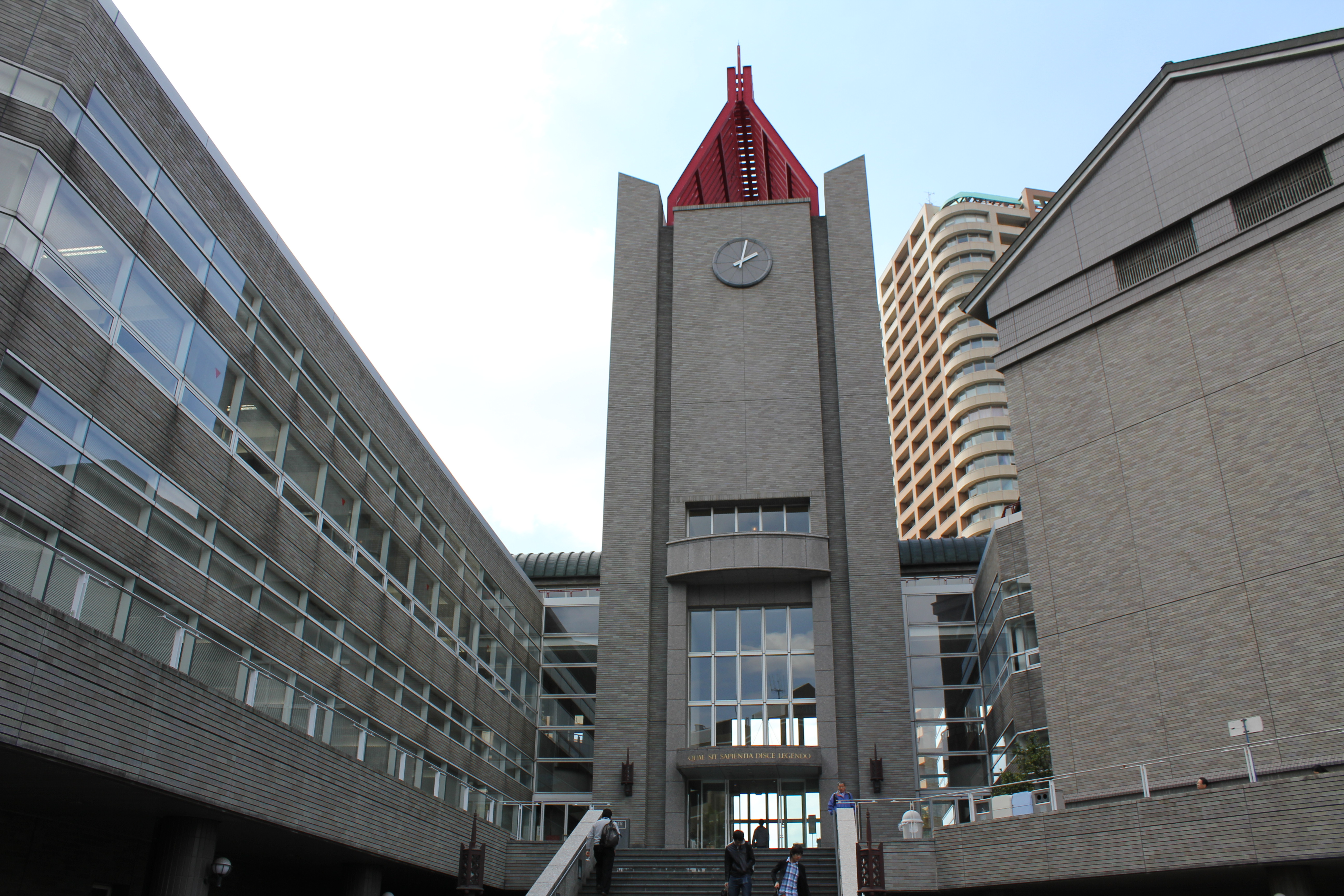
Centralna Biblioteka

Uniwersytet znany jest ze swojego liberalnego klimatu nauczania, symbolizowanego przez motto „Niezależność nauki” (jap. 学問の独立 Gakumon-no dokuritsu).
Wśród absolwentów Uniwersytetu Waseda znajduje się m.in.: sześciu powojennych premierów Japonii, znany pisarz japoński Haruki Murakami, współzałożyciel Sony Masaru Ibuka (wraz z Akio Morita), prezes firmy Honda, Takeo Fukui.

## Historia
Założona 21 października 1882 roku przez Shigenobu Ōkumę (1838–1922), polityka i działacza społecznego, jako szkoła zawodowa pod nazwą Tōkyō Senmon Gakkō, w dniu 2 września 1902 roku otrzymała status uniwersytetu. Wtedy też została nadana nazwa Uniwersytet Waseda, pochodząca od nazwy miejscowości Waseda, stanowiącej obecnie część dzielnicy Shinjuku w Tokio.
Uniwersytet początkowo składał się z wydziałów: nauk politycznych, prawa, języka angielskiego oraz nauk fizycznych (zamknięty w trzecim roku funkcjonowania z braku aplikacji) oraz kolejno: literatury (1890 r.), edukacji (1903), handlu (1904), nauk ścisłych i inżynierii (1909) i inne w następnych latach.
Uniwersytet został zniszczony podczas II wojny światowej i odbudowany w 1949 r.

## Symbole
Godłem uczelni są stylizowane znaki w starej pisowni: 大學, znaczące „uniwersytet”, umieszczone na tle kłosów ryżu.
Hymn uczelni Miyako no seihoku (Northwest of the Capital) został skomponowany w 1907 roku przez wykładowcę Tetteki Tōgi na 25. rocznicę jej istnienia. Słowa napisał na zlecenie uniwersytetu poeta Gyofū Sōma (1883–1950).
Sztandar uczelni, wprowadzony w 30. roku jej funkcjonowania, ma kolor bordowy. Na tym tle umieszczone jest złote godło uczelni.
W 2000 r. na zjeździe absolwentów zaprezentowano nową, oficjalną maskotkę uniwersytetu – niedźwiedzia zw. Waseda Bear.

## Znani absolwenci
(* uczęszczał(a) na zajęcia bez dyplomu ukończenia)

### Premierzy Japonii
- Tanzan Ishibashi (premier w latach 1956–1957)
- Noboru Takeshita (1987–1989)
- Toshiki Kaifu (1989–1991)
- Keizō Obuchi (1998–2000)
- Yoshirō Mori (2000–2001)
- Yasuo Fukuda (2007–2008)

### Dyplomaci i politycy
- Chiune Sugihara*
- Fukushirō Nukaga

### Biznesmeni
- Takeo Fukui – CEO Hondy
- Masaru Ibuka – współtwórca Sony
- Nobuyuki Idei – były CEO Sony
- Lee Byung-chul* – założyciel firmy Samsung
- Lee Kun-hee – prezes firmy Samsung
- Isao Okawa – były prezes Sega
- Mikio Sasaki – prezes Mitsubishi
- Yoshiaki Tsutsumi – założyciel Kolei Seibu
- Hiroshi Yamauchi – były prezes Nintendo

### Pisarze i artyści
- Haruki Murakami – pisarz, tłumacz, laureat nagrody Franz Kafka Prize
- Ryōko Hirosue* – aktorka, piosenkarka
- Rofū Miki – poeta i eseista
- Shōhei Imamura – reżyser filmowy, posiadacz dwóch Złotych Palm przyznawanych na Festiwalu Filmowym w Cannes
- Naohito Fujiki – aktor i piosenkarz
- Ranpo Edogawa – pisarz i krytyk

### Sportowcy
- Shizuka Arakawa – łyżwiarka figurowa, złota medalistka Zimowych Igrzysk Olimpijskich w 2006 r.
- Kunishige Kamamoto – piłkarz
- Mikio Oda – lekkoatleta, pierwszy medalista olimpijski Japonii
- Kenji Ogiwara – narciarz kombinacji norweskiej, złoty medalista Zimowych Igrzysk Olimpijskich w 1992 oraz 1994 r.
- Takuma Satō* – kierowca formuły 1
- Fumie Suguri – łyżwiarka figurowa
- Kisshōmaru Ueshiba – mistrz sztuk walki, syn twórcy aikido
- Yuzuru Hanyū – łyżwiarz figurowy, złoty medalista Zimowych Igrzysk Olimpijskich w 2014 i Zimowych Igrzysk Olimpijskich w 2018

### Inni
- Yūji Horii – twórca gier komputerowych

## Doktorzyhonoris causa
- Jawaharlal Nehru (1957)
- Herbert von Karajan (1979)
- Gloria Macapagal-Arroyo (2002)
- Yuan Tseh Lee (2004)
- Bill Gates (2005)
- Henry A. Kissinger (2007)
- Al Gore (2008)